# Přehled českých medailí v atletické Diamantové lize
V tomto přehledu českých medailí v atletické Diamantové lize jsou uvedeni čeští atleti, kteří v Diamantové lize pořádané od roku 2010 získali některou z medailí.
| Místo a rok     | Mítink                               | Atlet/atletka             | Disciplína     | Medaile |
| --------------- | ------------------------------------ | ------------------------- | -------------- | ------- |
| 2010 Dauhá      | Qatar Athletic Super Grand Prix 2010 | Barbora Špotáková         | Hod oštěpem    | stříbro |
| 2010 Dauhá      | Qatar Athletic Super Grand Prix 2010 | Jiřina Ptáčníková         | Skok o tyči    | bronz   |
| 2010 Šanghaj    | Shanghai Golden Grand Prix 2010      | Petr Frydrych             | Hod oštěpem    | stříbro |
| 2010 Šanghaj    | Shanghai Golden Grand Prix 2010      | Vítězslav Veselý          | Hod oštěpem    | bronz   |
| 2010 New York   | Adidas Grand Prix 2010               | Petr Frydrych             | Hod oštěpem    | stříbro |
| 2010 New York   | Adidas Grand Prix 2010               | Věra Cechlová-Pospíšilová | Hod diskem     | bronz   |
| 2010 Eugene     | Prefontaine Classic 2010             | Barbora Špotáková         | Hod oštěpem    | bronz   |
| 2010 Řím        | Golden Gala 2010                     | Barbora Špotáková         | Hod oštěpem    | zlato   |
| 2010 Řím        | Golden Gala 2010                     | Jiřina Ptáčníková         | Skok o tyči    | bronz   |
| 2010 Oslo       | Bislett Games 2010                   | Petr Frydrych             | Hod oštěpem    | stříbro |
| 2010 Gateshead  | British Grand Prix 2010              | Zuzana Hejnová            | 400 m překážek | stříbro |
| 2010 Gateshead  | British Grand Prix 2010              | Barbora Špotáková         | Hod oštěpem    | bronz   |
| 2010 Monako     | Herculis 2010                        | Barbora Špotáková         | Hod oštěpem    | zlato   |
| 2010 Londýn     | Aviva London Grand Prix 2010         | Barbora Špotáková         | Hod oštěpem    | zlato   |
| 2010 Londýn     | Aviva London Grand Prix 2010         | Zuzana Hejnová            | 400 m překážek | stříbro |
| 2010 Curych     | Weltklasse Zürich 2010               | Barbora Špotáková         | Hod oštěpem    | stříbro |
| 2010 Curych     | Weltklasse Zürich 2010               | Zuzana Hejnová            | 400 m překážek | stříbro |
| 2011 Dauhá      | Qatar Athletic Super Grand Prix 2011 | Petr Frydrych             | Hod oštěpem    | zlato   |
| 2011 Řím        | Golden Gala 2011                     | Barbora Špotáková         | Hod oštěpem    | bronz   |
| 2011 Eugene     | Prefontaine Classic 2011             | Barbora Špotáková         | Hod oštěpem    | bronz   |
| 2011 Oslo       | Bislett Games 2011                   | Petr Frydrych             | Hod oštěpem    | bronz   |
| 2011 Oslo       | Bislett Games 2011                   | Zuzana Hejnová            | 400 m překážek | zlato   |
| 2011 Oslo       | Bislett Games 2011                   | Denisa Rosolová           | 400 m          | stříbro |
| 2011 Paříž      | Meeting Areva 2011                   | Jaroslav Bába             | skok vysoký    | zlato   |
| 2011 Paříž      | Meeting Areva 2011                   | Zuzana Hejnová            | 400 m překážek | zlato   |
| 2011 Paříž      | Meeting Areva 2011                   | Barbora Špotáková         | Hod oštěpem    | stříbro |
| 2011 Monako     | Herculis 2011                        | Barbora Špotáková         | Hod oštěpem    | zlato   |
| 2011 Londýn     | Aviva London Grand Prix 2011         | Barbora Špotáková         | Hod oštěpem    | stříbro |
| 2012 Dauhá      | Qatar Athletic Super Grand Prix 2012 | Barbora Špotáková         | Hod oštěpem    | stříbro |
| 2012 Šanghaj    | Shanghai Golden Grand Prix 2012      | Vítězslav Veselý          | Hod oštěpem    | zlato   |
| 2012 New York   | Adidas Grand Prix 2012               | Barbora Špotáková         | Hod oštěpem    | stříbro |
| 2012 Eugene     | Prefontaine Classic 2012             | Vítězslav Veselý          | Hod oštěpem    | stříbro |
| 2012 Řím        | Golden Gala 2012                     | Barbora Špotáková         | Hod oštěpem    | zlato   |
| 2012 Řím        | Golden Gala 2012                     | Zuzana Hejnová            | 400 m překážek | bronz   |
| 2012 Oslo       | Bislett Games 2012                   | Vítězslav Veselý          | Hod oštěpem    | zlato   |
| 2012 Birmingham | British Grand Prix 2012              | Barbora Špotáková         | Hod oštěpem    | zlato   |
| 2012 Birmingham | British Grand Prix 2012              | Zuzana Hejnová            | 400 m překážek | bronz   |
| 2012 Birmingham | British Grand Prix 2012              | Jiřina Ptáčníková         | Skok o tyči    | bronz   |
| 2012 Lausanne   | Athletissima 2012                    | Barbora Špotáková         | Hod oštěpem    | zlato   |
| 2012 Paříž      | Meeting Areva 2012                   | Vítězslav Veselý          | Hod oštěpem    | stříbro |
| 2012 Monako     | Herculis 2012                        | Zuzana Hejnová            | 400 m překážek | zlato   |
| 2012 Monako     | Herculis 2012                        | Jiřina Ptáčníková         | Skok o tyči    | bronz   |
| 2012 Londýn     | Aviva London Grand Prix 2012         | Barbora Špotáková         | Hod oštěpem    | stříbro |
| 2012 Stockholm  | DN Galan 2012                        | Vítězslav Veselý          | Hod oštěpem    | stříbro |
| 2012 Curych     | Weltklasse Zürich 2012               | Jan Kudlička              | Skok o tyči    | bronz   |
| 2012 Brusel     | Memorial Van Damme 2012              | Barbora Špotáková         | Hod oštěpem    | zlato   |
| 2012 Brusel     | Memorial Van Damme 2012              | Zuzana Hejnová            | 400 m překážek | bronz   |
| 2013 Dauhá      | Qatar Athletic Super Grand Prix 2013 | Vítězslav Veselý          | Hod oštěpem    | zlato   |
| 2013 Šanghaj    | Shanghai Golden Grand Prix 2013      | Vítězslav Veselý          | Hod oštěpem    | stříbro |
| 2013 Šanghaj    | Shanghai Golden Grand Prix 2013      | Zuzana Hejnová            | 400 m překážek | zlato   |
| 2013 Eugene     | Prefontaine Classic 2013             | Zuzana Hejnová            | 400 m překážek | zlato   |
| 2013 Oslo       | Bislett Games 2013                   | Zuzana Hejnová            | 400 m překážek | zlato   |
| 2013 Oslo       | Bislett Games 2013                   | Vítězslav Veselý          | Hod oštěpem    | zlato   |
| 2013 Birmingham | British Grand Prix 2013              | Ladislav Prášil           | Vrh koulí      | bronz   |
| 2013 Paříž      | Meeting Areva 2013                   | Zuzana Hejnová            | 400 m překážek | zlato   |
| 2013 Paříž      | Meeting Areva 2013                   | Jan Kudlička              | Skok o tyči    | stříbro |
| 2013 Monako     | Herculis 2013                        | Vítězslav Veselý          | Hod oštěpem    | zlato   |
| 2013 Londýn     | Aviva London Grand Prix 2013         | Zuzana Hejnová            | 400 m překážek | zlato   |
| 2013 Stockholm  | DN Galan 2013                        | Zuzana Hejnová            | 400 m překážek | zlato   |
| 2013 Stockholm  | DN Galan 2013                        | Pavel Maslák              | 400 m          | bronz   |
| 2013 Curych     | Weltklasse Zürich 2013               | Zuzana Hejnová            | 400 m překážek | zlato   |
| 2013 Curych     | Weltklasse Zürich 2013               | Pavel Maslák              | 400 m          | bronz   |
| 2013 Brusel     | Memorial Van Damme 2013              | Vítězslav Veselý          | Hod oštěpem    | stříbro |
| 2013 Brusel     | Memorial Van Damme 2013              | Ladislav Prášil           | Vrh koulí      | bronz   |
| 2014 Qatar      | Qatar Athletic Super Grand Prix 2014 | Pavel Maslák              | 400 m          | bronz   |
| 2014 Qatar      | Qatar Athletic Super Grand Prix 2014 | Lenka Masná               | 800 m          | bronz   |
| 2014 Řím        | Golden Gala 2014                     | Barbora Špotáková         | Hod oštěpem    | zlato   |
| 2014 Lausanne   | Athletissima 2014                    | Barbora Špotáková         | Hod oštěpem    | zlato   |
| 2014 Glasgow    | Glasgow Grand Prix 2014              | Vítězslav Veselý          | Hod oštěpem    | stříbro |
| 2014 Monako     | Herculis 2014                        | Barbora Špotáková         | Hod oštěpem    | zlato   |
| 2014 Birmingham | British Grand Prix 2014              | Barbora Špotáková         | Hod oštěpem    | stříbro |
| 2014 Birmingham | British Grand Prix 2014              | Denisa Rosolová           | 400 m překážek | bronz   |
| 2014 Brusel     | Memorial Van Damme 2014              | Barbora Špotáková         | Hod oštěpem    | zlato   |
| 2014 Brusel     | Memorial Van Damme 2014              | Denisa Rosolová           | 400 m překážek | stříbro |
| 2015 Dauhá      | Qatar Athletic Super Grand Prix 2015 | Vítězslav Veselý          | hod oštěpem    | bronz   |
| 2015 New York   | Adidas Grand Prix 2015               | Vítězslav Veselý          | hod oštěpem    | zlato   |
| 2015 Řím        | Golden Gala 2015                     | Vítězslav Veselý          | hod oštěpem    | zlato   |
| 2015 Řím        | Golden Gala 2015                     | Tomáš Staněk              | Vrh koulí      | bronz   |
| 2015 Oslo       | Bislett Games 2015                   | Pavel Maslák              | 400 m          | bronz   |
| 2015 Oslo       | Bislett Games 2015                   | Zuzana Hejnová            | 400 m překážek | bronz   |
| 2015 Oslo       | Bislett Games 2015                   | Barbora Špotáková         | Hod oštěpem    | bronz   |
| 2015 Birmingham | British Grand Prix 2015              | Vítězslav Veselý          | hod oštěpem    | stříbro |
| 2015 Birmingham | British Grand Prix 2015              | Zuzana Hejnová            | 400 m překážek | bronz   |
| 2015 Lausanne   | Athletissima 2015                    | Vítězslav Veselý          | hod oštěpem    | stříbro |
| 2015 Paříž      | Meeting Areva 2015                   | Zuzana Hejnová            | 400 m překážek | zlato   |
| 2015 Paříž      | Meeting Areva 2015                   | Barbora Špotáková         | Hod oštěpem    | zlato   |